# Орлов, Андрей Юрьевич
Андрей Юрьевич Орлов (род. 1946, Москва) — советский и российский скульптор, наиболее известен как создатель памятников Шерлоку Холмсу и доктору Ватсону, а также барону Мюнхгаузену в Москве. Член союза дизайнеров России.

## Биография
Андрей Юрьевич Орлов родился в городе Москве в 1946 году.

Окончил Московское государственное академическое художественное училище памяти 1905 года (МАХУ).

С детства начал заниматься кульптурой в изостудии Московского Городского Дома Пионеров; педагоги: А. В. Попов и Л. А. Магницкая.

Несколько лет занимался в изостудии Дворца Культура завода «ЗИЛ» под руководством А. А. Бичукова.
Работал во всесоюзном производственном художественном комбинате министерства культуры СССР, вместе с другими отечественными скульптурами-монументальщиками: Н. В. Томским, Л. Е. Кербелем, М. В. Бабуриным, В. Е. Цигалем и другими. В дальнейшем перешёл к самостоятельной работе.

Орловым выполнены и установлены более 20 памятников и скульптурных композиций в Москве, также в других городах России и за рубежом.

### Творчество
Андрей Юрьевич известен как создатель памятников:
- Шерлоку Холмсу и доктору Ватсону в Москве,
- Барону Мюнхгаузену в Москве.

### Критика

#### Публикации
- Памятник Ломоносову установили в Марбурге
- В Москве открыт памятник Шерлоку Холмсу и доктору Ватсону
- РИА: В Москве открыт памятник Шерлоку Холмсу и доктору Ватсону
- Ливанова и Соломина увековечили в бронзе
- Памятник Шерлоку Холмсу и доктору Ватсону (.moscow.org/)
- Необычные памятники Москвы (unmonument.ru)
- «Птицы счастья»
- Памятник барону Мюнхгаузену
- Памятник Барону Мюнхгаузену (moscow.org)
- Музей Мюнхгаузена Германия, г. Боденвердер
- Ходже Насреддину
- В Москве открыт памятник Ходже Насреддину и его ослу
- Памятник Ходже Насреддину у метро
- Ходжа Насреддин и его спутник-осёл украшают своим присутствием Ярцевскую улицу!
- Памятник Ходже Насреддину (etovidel.net)
- Памятники Петру и Февронии, Льву Толстому и «Золотой рыбке» появились в прошлом году в Подольске
- Память о Кузнецове в бронзе
- Память о Кузнецове в бронзе — Памятник Герою Советского Союза Василию Ивановичу Кузнецову
- Город воинской славы
- В Рязанской области открыли памятник святителю Феофану Затворнику
- В Петропавловске открыли памятник Василию Завойко
- АИФ: В Петропавловске открыли памятник Василию Завойко
- В Петропавловске открыли памятник адмиралу Завойко и «нулевую версту»
- ФедералПресс: В Петропавловске открыли памятник адмиралу Завойко и «нулевую версту»
- «Радуйся, святителю Феофане!»
- «Радуйся, святителю Феофане!»